# Sofija Rud'eva
Sofija Andreevna Rud'eva (in russo София Андреевна Рудьева?; Leningrado, 15 novembre 1990) è una modella russa, incoronata Miss Russia 2009.

## Biografia
In precedenza aveva studiato recitazione, ed all'età di quindici anni era entrata a far parte di un'agenzia di moda, Quando partecipò a Miss Russia 2009, aveva già accumulato numerose esperienze in sfilate di moda professionali.
A marzo 2009, è stata insignita del titolo di Miss Russia 2009, ed ha vinto un premio di 100.000 dollari. Al momento della vittoria, la modella russa ha dichiarato di avere intenzione di donare gran parte del premio in beneficenza, per aiutare gli animali senza casa.
Dopo la vittoria, venne nominata come rappresentante ufficiale della Russia per il concorso internazionale Miss Universo 2009, che si svolse alle Bahamas ad agosto del 2009. Per prepararsi per l'evento, Sofia Rud'eva studiò per migliorare la padronanza del proprio inglese. Il titolo venne conquistato dalla venezuelana Stefanía Fernández, mentre la Russia non riuscì neppure ad arrivare alle semifinali.